# Kyle Gass

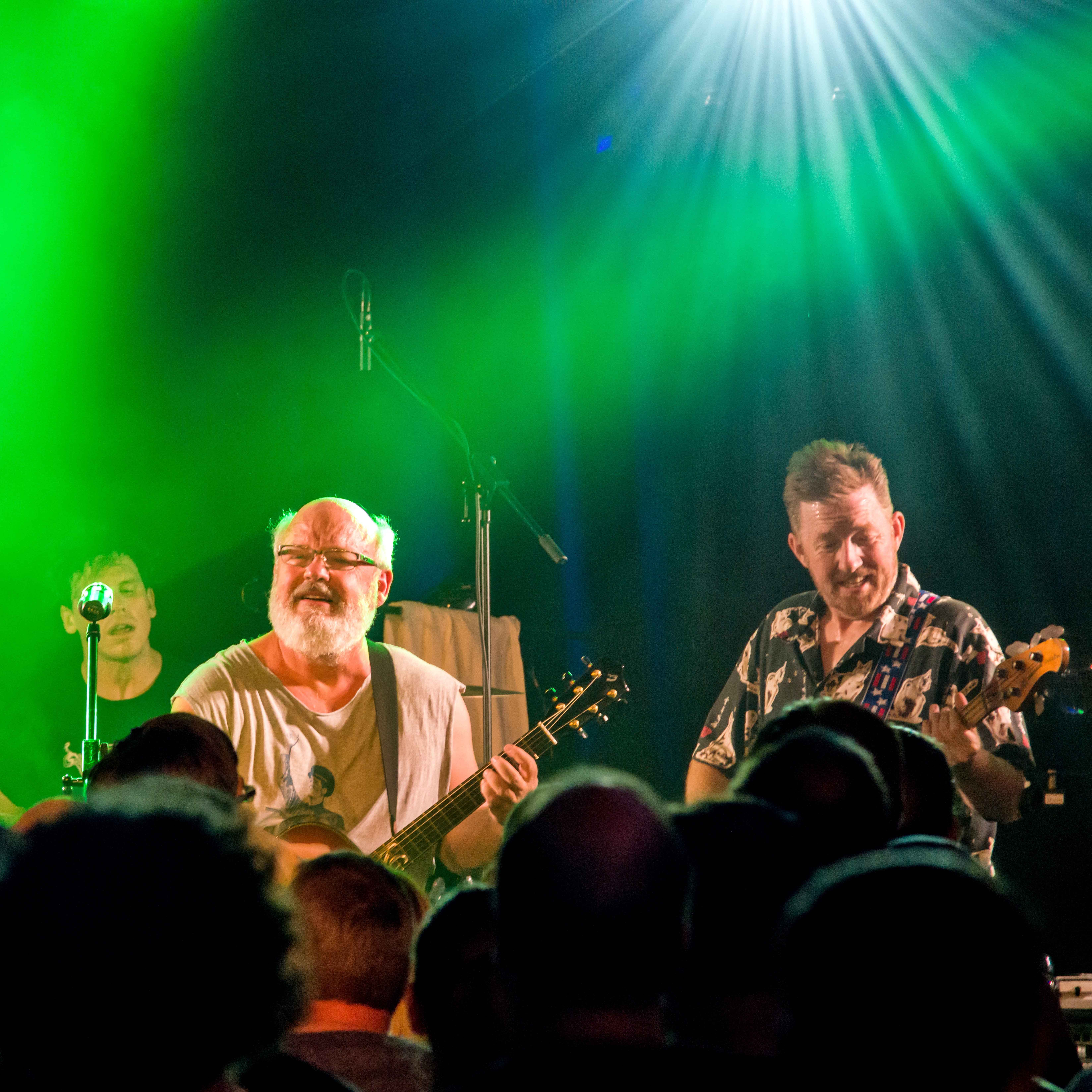
Kyle Gass en el Zelt-Musik-Festival 2017, Freiburg, Alemania.

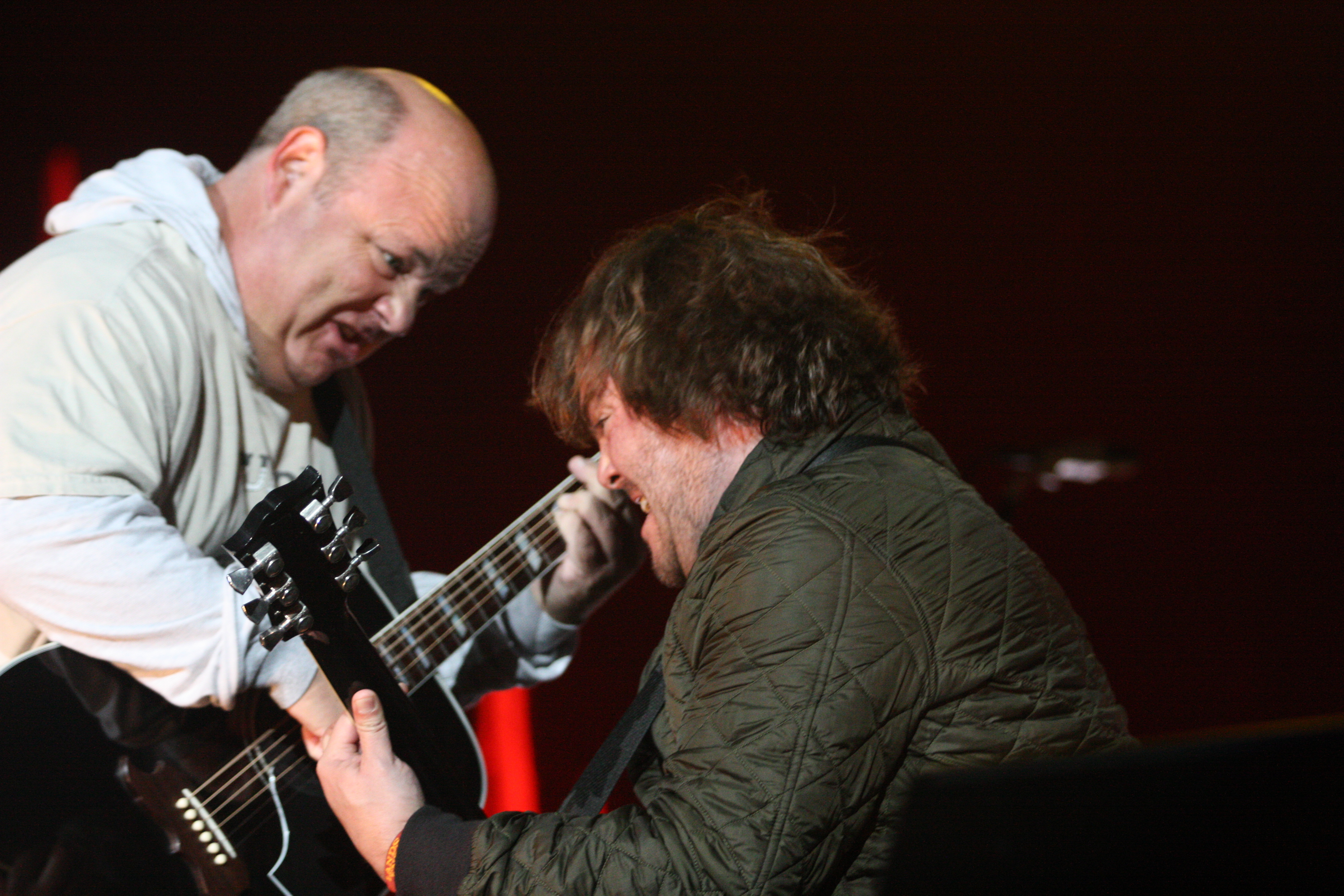
Kyle Gass tocando la guitarra con Jack Black, el 30 de agosto de 2009.

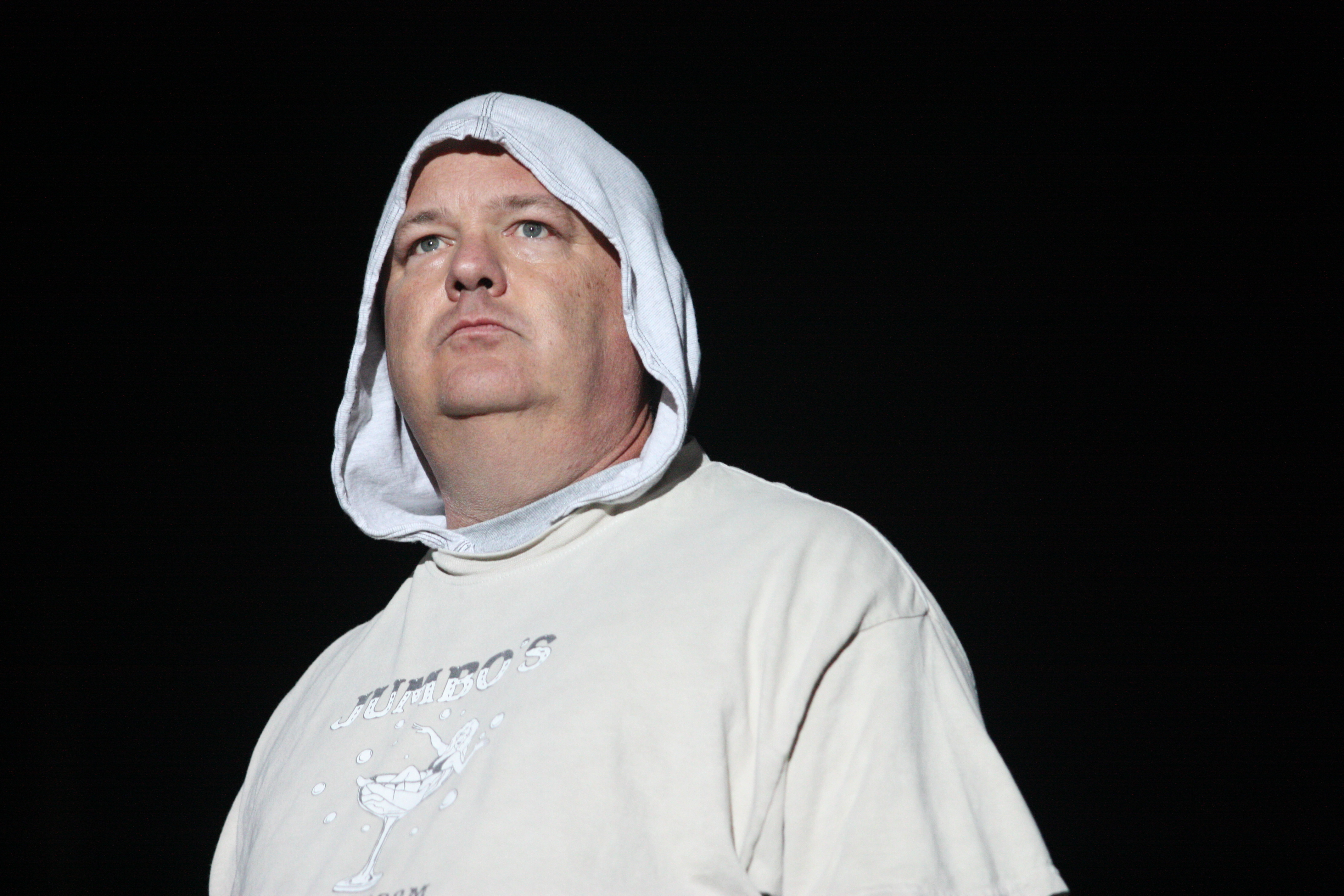
Kyle Gass después de un recital de la banda Tenacious D, el 30 de agosto de 2009.

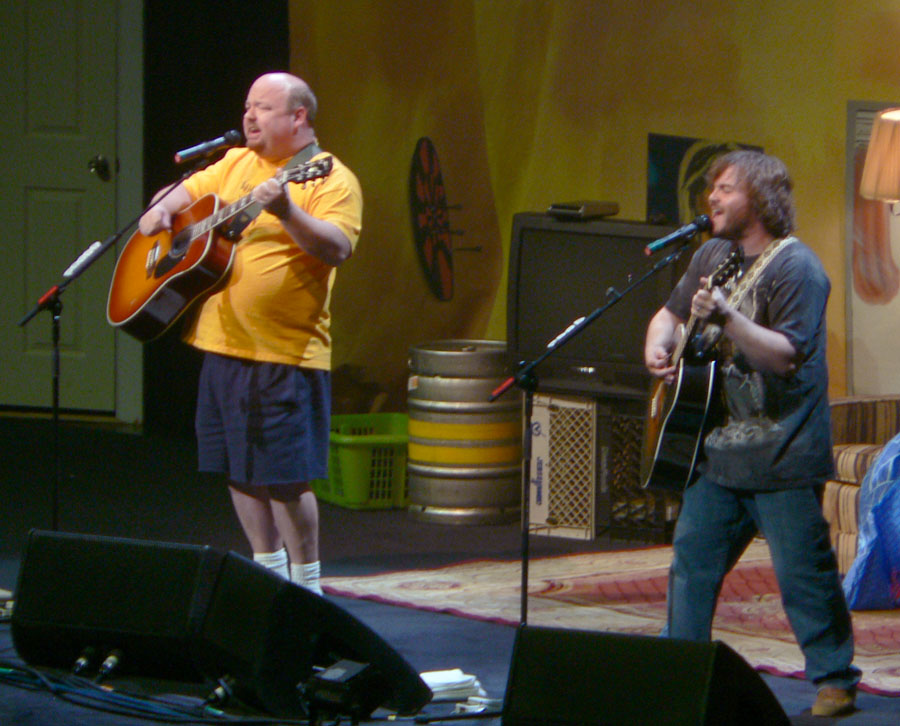
Kyle Gass tocando la guitarra con Jack Black y Tenacious D, el 17 de noviembre de 2006.

Kyle Richard Gass (Walnut Creek, California; 14 de julio de 1960) es un actor, guitarrista y cantautor estadounidense, conocido por formar parte del dúo de hard rock cómico Tenacious D junto a Jack Black.

## Biografía
Gass nació en Walnut Creek, California, y tiene un hermano llamado Matt. Asistió a la Escuela Secundaria “Las Lomas”, donde aprendió a tocar la flauta para la banda de marcha. Se graduó en 1978.
Formó parte de la compañía de teatro The Actor's Gang (‘La pandilla del actor’), en Los Ángeles, California. En este lugar conoció a quien sería su compañero de banda, Jack Black. Gass y Black hicieron amistad y se juntaban incluso después de que Gass renunciara a The Actor's Gang. Gass comenzó a enseñar guitarra a Jack Black y con el tiempo decidieron comenzar una banda llamada Tenacious D. El grupo hizo apariciones en películas y eventos, y después tuvieron su propia serie de televisión en el canal HBO, producida por ellos mismos, llamada Tenacious D.
Dada la apretada agenda de Jack Black para concentrarse enteramente en la banda (ya que su carrera como actor comenzaba a despuntar), Kyle Gass decide no depender enteramente de Tenacious D y en 2002 funda una nueva banda de rock cómico junto al actor JR Reed, llamada Trainwreck. En el grupo, Kyle se hacía llamar Klip Calhoun.
En 2013, Kyle decide crear un proyecto musical en solitario, llamado Kyle Gass Band.

## Discografía

### Tenacious D
- 2001: Tenacious D
- 2006: The Pick of Destiny
- 2012: Rize of the Fenix
- 2012: Jazz (EP)
- 2015: Tenacious D - Live (en vivo)
- 2018: Post-Apocalypto
- 2022: The Road to Redunktion (audiolibro)

### Trainwreck
- 2003: 2 Tracks (EP)
- 2004: Trainwreck Live
- 2006: The EP (EP)
- 2009: The Wreckoning

### Kyle Gass Band
- 2013: Kyle Gass Band
- 2016: Thundering Herd

## Filmografía

### Cine y televisión
| Año       | Título                                     | Papel                                | Notas                                                                               |
| --------- | ------------------------------------------ | ------------------------------------ | ----------------------------------------------------------------------------------- |
| 1990      | Brain Dead                                 | Anestesista                          |                                                                                     |
| 1990      | Jacob’s Ladder                             | Tony                                 |                                                                                     |
| 1993      | Mike the Detective                         | Phil                                 | Cortometraje                                                                        |
| 1995      | The Barefoot Executive                     | Joe                                  |                                                                                     |
| 1996      | Bio-Dome                                   | Él mismo                             |                                                                                     |
| 1996      | The Cable Guy                              | Couch Potato                         |                                                                                     |
| 1996      | Seinfeld                                   | Fumador                              | Episodio: «The Abstinence»                                                          |
| 1997      | Bongwater                                  | Guitarrista                          |                                                                                     |
| 1997-2000 | Tenacious D                                | Él mismo                             | Serie de televisión                                                                 |
| 1999      | Abajo el telón                             | Larry                                |                                                                                     |
| 1999      | El diablo metió la mano                    | Tipo en “Burger Jungle”              |                                                                                     |
| 2000      | Casi famosos                               | Quince Allen                         | No acreditado (Sólo en la versión del director)                                     |
| 2000      | Manhattan, AZ                              | Merv                                 | Episodio: «Lt. Colonel's Boy»                                                       |
| 2001      | Amor ciego                                 | Artie                                |                                                                                     |
| 2001      | Evolución                                  | Oficial Drake                        |                                                                                     |
| 2001      | Frank’s Book                               | Cemetary Strummer                    | Cortometraje                                                                        |
| 2001      | Tan perversa como el diablo                | Tipo del bar                         |                                                                                     |
| 2001      | That Darn Punk                             | Sr. Jailbait                         | Directo a video                                                                     |
| 2001      | The Zeros                                  | Reed / David                         |                                                                                     |
| 2001-2002 | Undeclared                                 | Eugene                               | Episodios: «Eric Visits Again» y «Eric's POV»                                       |
| 2002      | El chico nuevo                             | Mr. Luberoff                         |                                                                                     |
| 2002      | The Andy Dick Show                         | Él mismo                             | Episodio: «Flipped»                                                                 |
| 2002-2003 | Fillmore!                                  | Mr. Collingwood (voz)                | Episodio: «The Shreds Fell Like Snowflakes»                                         |
| 2003      | Elf, el duende                             | Eugene                               |                                                                                     |
| 2003      | Friends                                    | Lowell, el asaltante amigo de Phoebe | Episodio: «The One with the Mugging»                                                |
| 2003      | Player$                                    | Él mismo                             | Episodio: «Tenacious D a la Mode»                                                   |
| 2004      | Cracking up                                | Hombre desnudo                       | Episodio: «Panic House»                                                             |
| 2004      | Tom Goes to the Mayor                      | Trampero Kyle                        | Episodio: «Bear Traps»                                                              |
| 2005      | Cake Boy                                   | Nathan                               | Directo a video                                                                     |
| 2005      | Living with Fran                           | Roquero                              | Episodio: «The Concert»                                                             |
| 2006      | One Sung Hero                              | Bartender                            | Cortometraje                                                                        |
| 2006      | The Jake Effect                            | Ceissner                             | Serie de televisión                                                                 |
| 2006      | Tenacious D in The Pick of Destiny         | Él mismo                             |                                                                                     |
| 2007      | Monkeys                                    |                                      |                                                                                     |
| 2007      | Wild Hogs                                  | Kyle (cantante cowboy de karaoke)    |                                                                                     |
| 2007      | The Naked Trucker and T-Bones Show         | Él mismo                             | Episodio: «Break Up»                                                                |
| 2008      | Dead and Gone                              | Reverendo Grass                      |                                                                                     |
| 2008      | Extreme Movie                              | Director                             |                                                                                     |
| 2008      | Just One of the Gynos                      | Gary                                 | Cortometraje                                                                        |
| 2008      | Kung Fu Panda                              | K. G. Shaw (voz)                     |                                                                                     |
| 2008      | Lower Learning                             | Decatur Doublewide                   |                                                                                     |
| 2008      | Manejado por el sexo                       | Camionero                            |                                                                                     |
| 2008      | Wieners                                    | Walrus Boy                           |                                                                                     |
| 2009      | Year One                                   | Zaftig el Eunuco                     |                                                                                     |
| 2009      | Brütal Legend                              | Kage the Kannonier (voz)             | Videojuego                                                                          |
| 2009      | In the Attic with Pete Townshend & Friends | Él mismo                             |                                                                                     |
| 2010      | Barry Munday                               | Jerry Sherman                        |                                                                                     |
| 2011      | High Road                                  | Winter Weirdo                        |                                                                                     |
| 2011      | Fact Checkers Unit                         | Él mismo                             | Episodio: «Excessive Gass»                                                          |
| 2012      | Femme Fatales                              | Willoughby Flagler                   | Episodio: «Gun Twisted»                                                             |
| 2012      | Beverly Hills Chihuahua 3: Viva la Fiesta! | Lester                               |                                                                                     |
| 2013      | 2 Broke Girls                              | Buzz                                 | Episodio: «And the Extra Work»                                                      |
| 2013      | Ghost Ghirls                               | 'Hawk' Olsen                         | Episodios: «Spirits of '76:» Parte 1 y 2                                            |
| 2015      | Drunk History                              | Fred Eaton                           | Episodio: «Los Angeles»                                                             |
| 2015      | Book of Fire                               | Sal                                  |                                                                                     |
| 2015      | Circus                                     | Circus                               |                                                                                     |
| 2017      | Gnaw                                       | Terry Lumley                         |                                                                                     |
| 2018      | Brooklyn Nine-Nine                         | Dario Moretti                        | Episodio: «Jake & Amy»                                                              |
| 2018      | Tenacious D in Post-Apocalypto             | Él mismo                             | Miniserie animada estrenada en línea                                                |
| 2018-2019 | Speechless                                 | Carl                                 | Episodios: «L-O-N-- LONDON: Parte 2», «H-- HEY, YOU» y «S-E-- SEOUL B-R-- BROTHERS» |
| 2022      | Hacks                                      | Axel                                 | Episodio: «The Click»                                                               |